# Južna Europa
Južna Europa dio je Europe koji se nalazi u njezinu južnom dijelu, u bazenu Sredozemnog mora. Sačinjava je osam, odnosno dvanaest država, a to su:[nedostaje izvor]
- Andora
- Grčka
- Italija
- Malta
- Portugal
- San Marino
- Španjolska
- Vatikan

te uvjetno:   
- Albanija (primorje)
- Bosna i Hercegovina (Neum)
- Crna Gora (primorje)
- Hrvatska (priobalje)

Južna Europa izdvaja se na temelju sličnosti klime, reljefa i kulture. Osnovna obilježja prostora su mediteranska klima, pretežno planinski reljef, usmjerenost na Sredozemno more i rani civilazijski napredak. Zbog prenaseljenosti prostor je bio izvorište velikih migracija u prekooceanske i u razvijene europske zemlje. U suvremeno doba uz industriju sve više se razvijaju djelatnosti tercijarnog sektora, najviše turizam.
Monte Bianco de Courmayeur (4748 m) najviši je vrh južne Europe, a nalazi se u Italiji u gorju Alpe.